# ملعب بالتازار بوخاليس
ملعب بالتازار بوخاليس هو ملعب كرة قدم في بوزاس، فيغو، إسبانيا، يستضيف مباريات نادي رابيدو دي بوزاس. يتسع لـ1500 متفرج. تم افتتاح الاستاد في مارس 2001.
أرض الملعب من العشب الصناعي.